# Паласово желязо
Паласовото желязо е каменно-железен метеорит, първият, открит в Русия и станал достояние на учените. Намерен е в Новосьоловски район край село Медведево, близо до десния бряг на река Енисей. Носи името на откривателя си Петер Симон Палас. Официалното му международно название е Красноярск, тъй като е намерен близо до града.

## Описание
Метеоритът е открит на около 200 км от град Красноярск. Той е от типа каменно-железен, принадлежи към клас паласити, главна група, и тежи 700 кг. Съставен е от смес от желязо и силикати, представени от оливинови зърна. По оценка на специалистите метеоритът има железно-никелова основа с множество включвания на кристали оливин. Той е уникален, тъй като на Земята тези три компонента не се срещат заедно. Паласовото желязо е първият метеорит, обработван някога с киселина и следователно е първият, при който човек вижда видманщетеновата структура, характерна за железните метеорити. Откритието е направено от английския минералог Уилям (Гулиелмо) Томсън.

## Местонахождение
През годините точното място, на което е намерен метеоритът е полузабравено и информацията за него в съвременните каталози на метеоритите е противоречива. По данни на Meteoritical Bulletin Database местността, в която е открит метеоритът е с координати 54°54' N, 91°48' E. През 1976 – 1979 г. експедиции, ръководени от Алина Еремеева, определят първоначалното му местоположение с координати 54,9° N и 91,8° Е. Мястото се намира в труднопроходима тайга, на 4,5 км югоизточно от връх Болшой Имир на хълма Поперечни Метеоритни, в дясната част на южния бряг на язовир Красноярск.

## Названия
Метеоритът получава името си Паласово желязо от немския физик Ернст Хладни, който се заема с щателното му изучаване. През годините той получава още няколко названия:
- Паласово желязо – по името на откривателя му
- Красноярск – по името на града, близо до който е открит. Това е и официалното му международно название.
- Малък Алтай – името е използвано само за един фрагмент от метеорита.
- Медведева – по името на най-близкото село
- Имир (Емир) – по името на най-близката планина
- Кемиз

## История
Метеоритът е намерен през 1749 г. от местния ковач Яков Медведев, който търси желязна руда в околностите на един от хълмовете между реките Убей и Сисим. С голяма трудност той пренася намерената буца до селото си. Прави неуспешни опити да я използва в занаята си, но след обикновено коване метеоритното желязо става чупливо, напуква се и се разпада на парчета. За селския ковач находката представлява обикновено желязо, макар и наистина голямо. В онова време дори водещите учени отричат възможността някакви космически тела да падат на Земята, а самото понятие „метеорит“ тогава просто не е съществувало. Метеоритът остава да лежи в двора на ковача повече от 20 години.
В средата на 18 век в Русия започват да се организират експедиции с цел цялостно изследване на огромната държава. Една от тях е ръководена от немския учен Петер Палас, зоолог, геолог и ботаник. През 1772 г, по време на едно от пътуванията си, той разбира за големия къс желязо, намерен в планините около Красноярск. Вниманието му е привлечено от този необичаен отломък, съдържащ големи оливинови кристали в желязна матрица и старателно го описва в един от докладите си като самородно желязо. През май 1777 г. метеоритът е доставен в Санкт Петербург, а по-късно разделен на две части. През следващите две десетилетия научната общност продължава да обсъжда как е могъл да се образува такъв голям самороден къс желязо. Няколко десетилетия по-късно става ясно, че Палас е открил нов вид метеорит.
През 1794 г. немският изследовател на метеорити Ернст Хладни издава книгата „За произхода на железните маси, открити от Палас и други подобни на нея, и за някои природни явления, свързани с това“. В нея той излага и обосновава идеята за космическия произход на Паласовото желязо. Този труд полага началото на науката за метеоритите. А всички каменно-железни метеорити от този вид получават названието паласити.
Във връзка с различни изследвания през годините метеоритът е нарязан и натрошен на парчета. Днес негови фрагменти се съхраняват в различни колекции на света. Над 515 кг от него се намират в метеоритната колекция на Руската академия на науките в Москва. Там се съхранява и най-голямата част от него, която е с маса 514,557 кг. В Природонаучния музей във Виена се намират 4 кг, в университета в Копенхаген – 2,6 кг, в Берлин – 2 кг. Един къс може да се види в Красноярския краеведски музей и на много други места по света.
През 1987 г. регионалните власти дават на мястото на падане на метеорита статут на специално защитена природна зона с площ от 78 ха, като по този начин подчертават важната му екологична и образователна стойност.

## Памет
През юли 1980 г. на върха на хълма Метеоритни, на 400 м от мястото, където е открит метеоритът, е монтиран първият в света художествен възпоменателен знак на метеорит – двуметров чугунен диск, на който са изобразени падналият метеорит и неговият полет. Изработен е от красноярския скулптор Юрий Ишханов. Мястото е с координати 54°58'20 N и 91°45'54 E. Тържественото му откриване става на 31 юли 1981 г. и изненадващо съвпадна с протичането на пълно слънчево затъмнение.